# Tatra 87
Tatra 87 була подальшим розвитком модельного ряду чехословацьких машин люксового класу Tatra 77А. Випускалась у 1937–1950 роках. На загал було побудовано 3023 машини (крім 1943/45). Подальшим розвитком була Tatra 87/603. Модель Т 87 стала всесвітньовідомою після подорожі по Африці, Америці Іржи Ганзелки і Мирослава Зікмунда (1947–1950).

## Історія

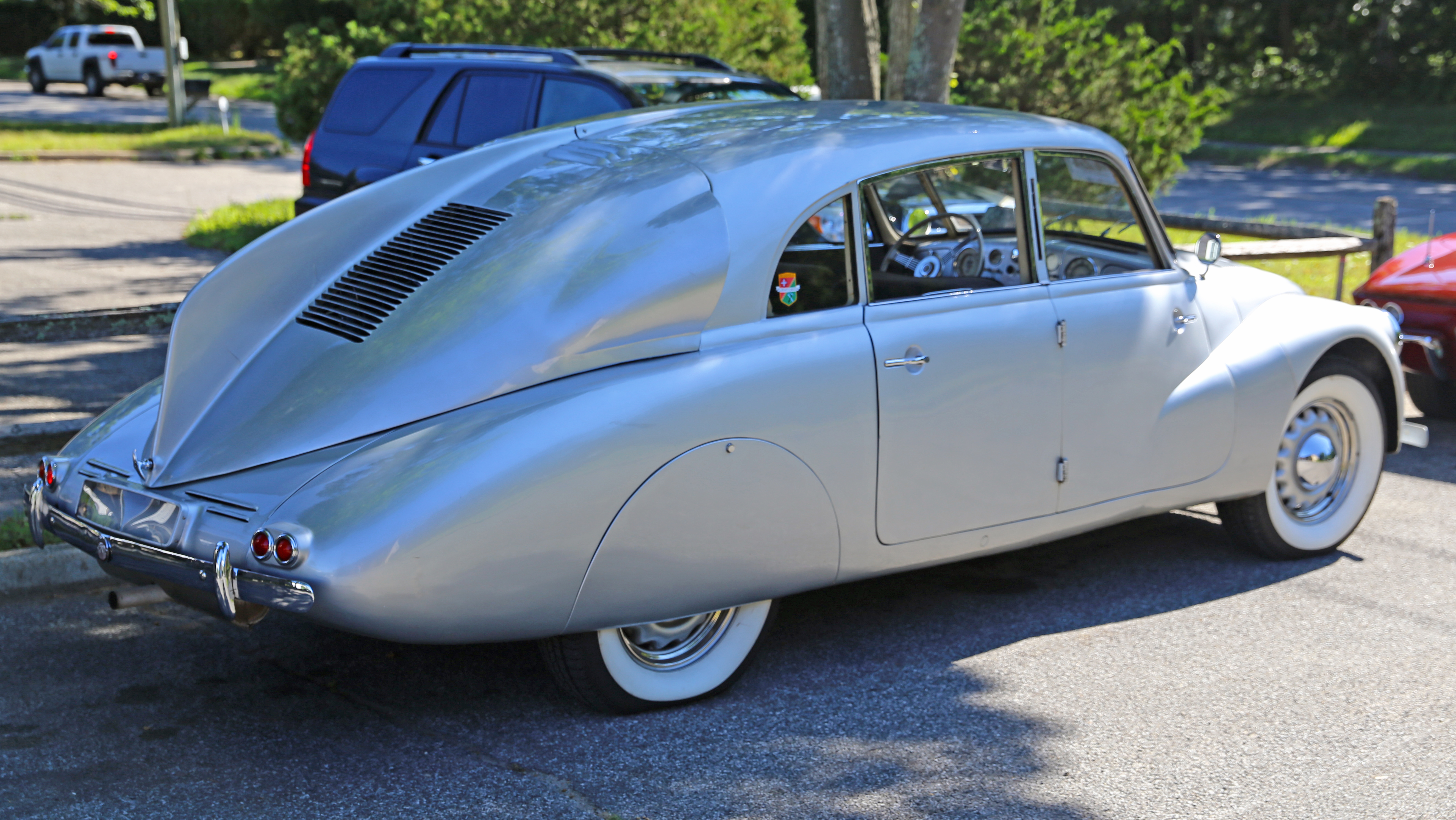
Tatra 87. 1941

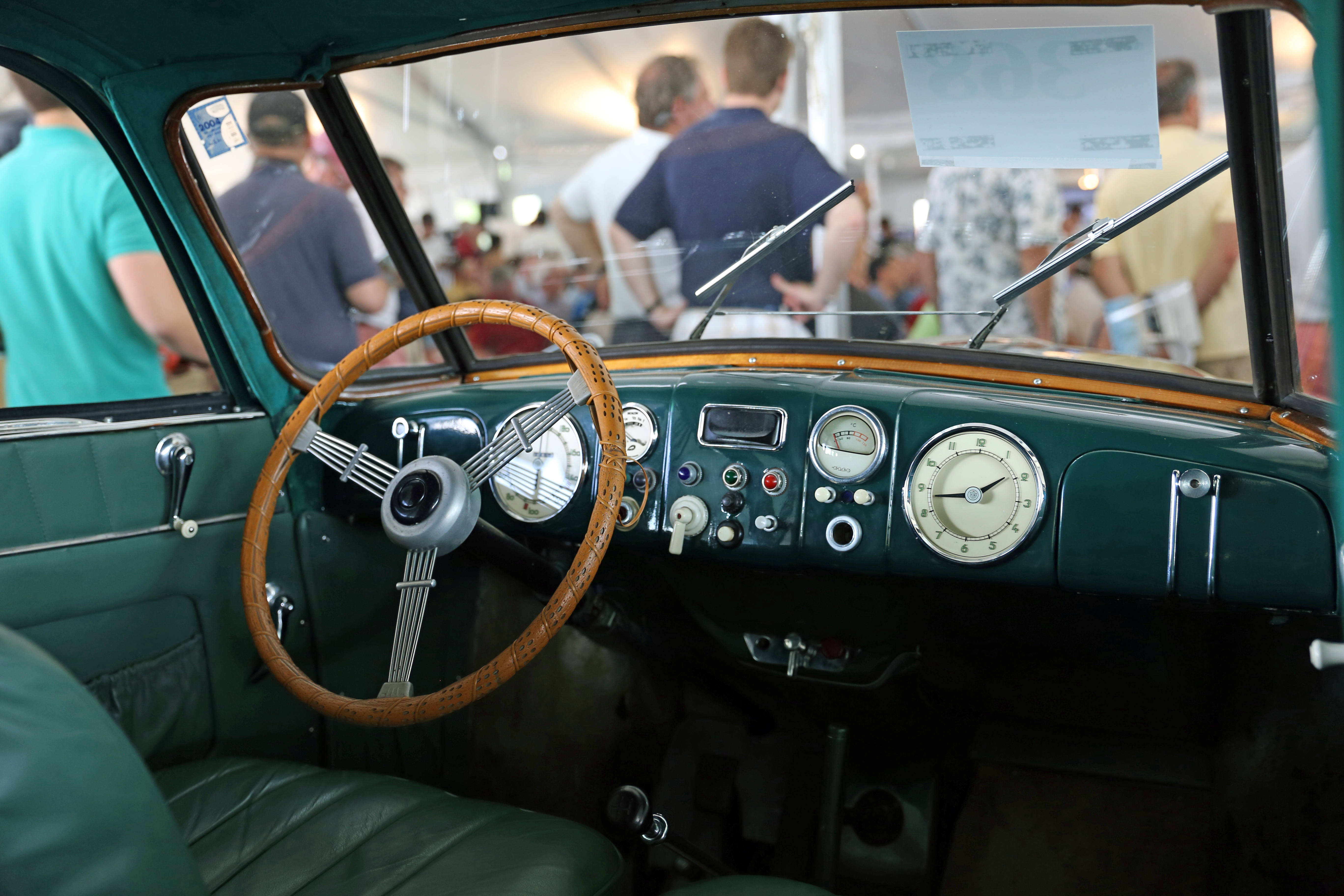
Tatra 87. 1947

Презентація моделі Tatra 87 відбулась 1937 року. Була розроблена Гансом Ледвінкою і Еріхом Убелакером. Проти Tatra 77А об'єм мотора був дещо зменшений, як і колісна база, вага авто, у тому числі через застосування легких сплавів для литих деталей, застосування суцільнометалевого кузова без дерев'яного каркаса. На автобані розвивав швидкість 150–160 км/год за крейсерської - 135 км/год.
Кузов модернізував Франтішек Кардаус зі зміною бамперів, фар, інтер'єру 1948 року, коли виготовили рекордних 700 машин. Тоді ж випускалась модифікація «Дипломат». До 1945 побудовано 1371 машину і 1652 після 1945 року. Після 1950 на модифікації Tatra 87-603 використовували мотор 603 А. Машини мали розсувний дах або люк на даху. Середня третя фара могла виконувати роль прожектора з окремим включенням або мати гідросистему обертання узгоджену з кермовим механізмом. З 1936 випускалась Tatra 97, як дещо зменшений варіант Tatra 87.

## Власники
Серед відомих власників Tatra 87 були:
- авіаконструктор Ернст Гайнкель,
- голова організації Todt Фріц Тодт,
- Нобелівський лауреат Джон Стейнбек
- автогонщиця Елішка Юнкова
- режисер Еміль Буріан
- Король Єгипту Фарук І
- фельдмаршал Ервін Роммель
- президент Клемент Ґотвальд
- маршал Єрьоменко
- архітектор Норман Фостер

Ганс Ледвінка переїхав до Мюнхену, де за допомогою Фелікса Ванкеля реставрував свою Tatra 87, що експонується в музеї міста.

### Технічні дані Tatra 87
|                    |                                                                            |
| Розміри            | Параметри                                                                  |
| Роки випуску:      | 1937-1950                                                                  |
| Довжина:           | 4740 мм                                                                    |
| Ширина:            | 1670 мм                                                                    |
| Висота             | 1500 мм                                                                    |
| Колісна база:      | 2850 мм                                                                    |
| Колія              | 1300 мм                                                                    |
| Маса порожнього:   | 1370-1400 кг                                                               |
| Просвіт:           | 220 мм                                                                     |
| Мотор              | 1×V8 повітряного охолодження, два вентилятори охолодження                  |
| Потужність мотору: | 75 к.с. при 3500 об/хв                                                     |
| Об'єм мотору       | 2968 см³                                                                   |
| Зчеплення :        | однодискове мокре (Komet Mecano), КП 4-ступінчаста, 3-4 з синхронізаторами |
| Швидкість :        | 160 км/год.                                                                |
| Витрата пального:  | 12,2 л на 100 км                                                           |
| Конструктор:       | Ганс Ледвінка                                                              |